# Amiot (Maurer, 1412)
Amiot († vor 1432) war ein französischer Maurer.
Er arbeitete in Poligny (Département Jura) in den Jahren 1412/13 am Schloss und 1425 bis 1427 an der Stadtmauer. Für die Kirche der Stadt ist für 1427 ein Vertrag zur Errichtung von zwei Pfeilern überliefert.